# アーレ川
アーレ川（アーレがわ、ドイツ語: Aare, 英: Aar）は、スイスを流れる河川でライン川の支流である。スイス中部を源とし、スイスの首都ベルンなど経由して、大きく時計回りに半円を描くように流れ、スイス北部でライン川に合流する。
水源からライン川に注ぐまでの長さは約295キロメートルである。標高差は1,565メートル、流域面積は17,779平方キロメートル。
アーレの名が見つかった初期の例は、ベルンで見つかった16世紀ごろの亜鉛銘板にガリア語で書かれたNantarorであり、これがNanto（峡谷）+arorでアーレ渓谷を意味すると見られている。ローマ名はObringaであった。

## 流路
アーレ川はスイスベルン州のグリムゼル峠西付近、ベルンアルプスにあるアーレ氷河を水源とする。グリムゼル湖を出てフィンステラーホルン山の山麓沿いに、グリムゼル・ホスピツの東を通り、レーテリッヒスボーデン湖を経由し、ハスリタルを通って北東に流れ、高低差46メートルのハンデクの滝、グタネンを通り、マイリンゲンでほぼ平地に至る。平地になってすぐにブリエンツ湖に注ぐ。ブリエンツ湖にはリュッチネ川も注いでいるので、ここでアーレ川と合流する形になる。湖の西端から出てインターラーケンとウンターゼーンの間にあるベーデリの湿地帯を通り、すぐ西のトゥーン湖に入る。

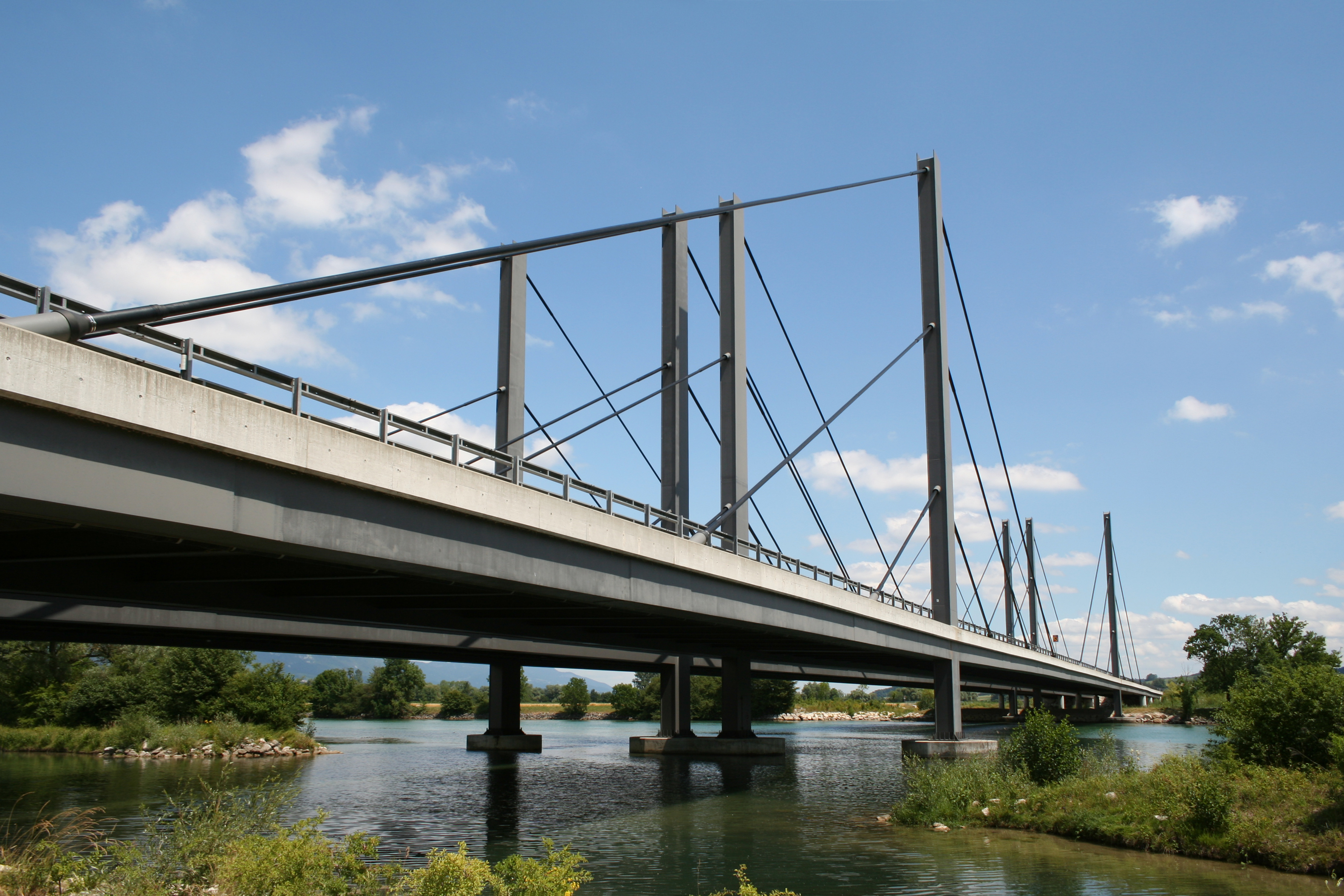
ビール湖を出た後A5橋をくぐるアーレ川

トゥーン湖の西端にカンダー川が注いでおり、それを合わせる形で湖の北西端から流れ出る。その後トゥーンを経由してスイスの首都ベルンに入る。ベルンでは18の橋をくぐり、 ベルン旧市街を取り巻く形で流れる。ここで流れを北西方向から西方向に急転換し、サリーヌ川（ザーネ川）と合流した後に北方向に流れを変える。さらにエールベルク近郊で西に流れを変え、すぐにビール湖に注ぐ。ベルン北西部には昔から洪水が多く、19世紀以降にさまざまな治水対策が行われている (Jura water correction) 。ビール湖にはアルプス山脈の肥沃な土と雪解け水が流れ込むため、この周辺は肥沃な平野であり、「スイスの菜園」と呼ばれている。
その後ビール湖の東端から流れ出て、ゾロトゥルン、アーラウを経由してしばらくは北東方向に流れる。ブルークの近くでロイス川、リマト川と合流し、流れを北に変える。ドイツとの国境付近のコブレンツで東から流れてくるライン川に合流する。ライン川はそのまま西方向にスイス－ドイツ国境沿いに流れる。ライン川に注ぐ直前のクリングナウ池は1990年にラムサール条約登録地となり、その周辺にフェンおよびヤナギ属とトネリコ属の河畔林が多い。

### 水源
- Lake Wohlen, 481 m
- Niederriedsee, 461 m
- Klingnauer Stausee, 318 m

## 流域の景勝地
マイリンゲン付近には、アーレ峡谷（ドイツ語: Aareschlucht, 英: Aar Gorge）がある。アーレ川が石灰岩を削る形でできているこの峡谷は、1万年前、氷期が終わって氷河が溶け出し、石灰岩を浸食してできた。長さは1マイル（1.6キロメートル）ぐらいであり、峡谷の幅は50メートルほどであり、その両側は切り立った崖である。峡谷の下の川幅は1メートルほどである。

## 利用
上流では多くの水力発電所が稼働している。

## 支流

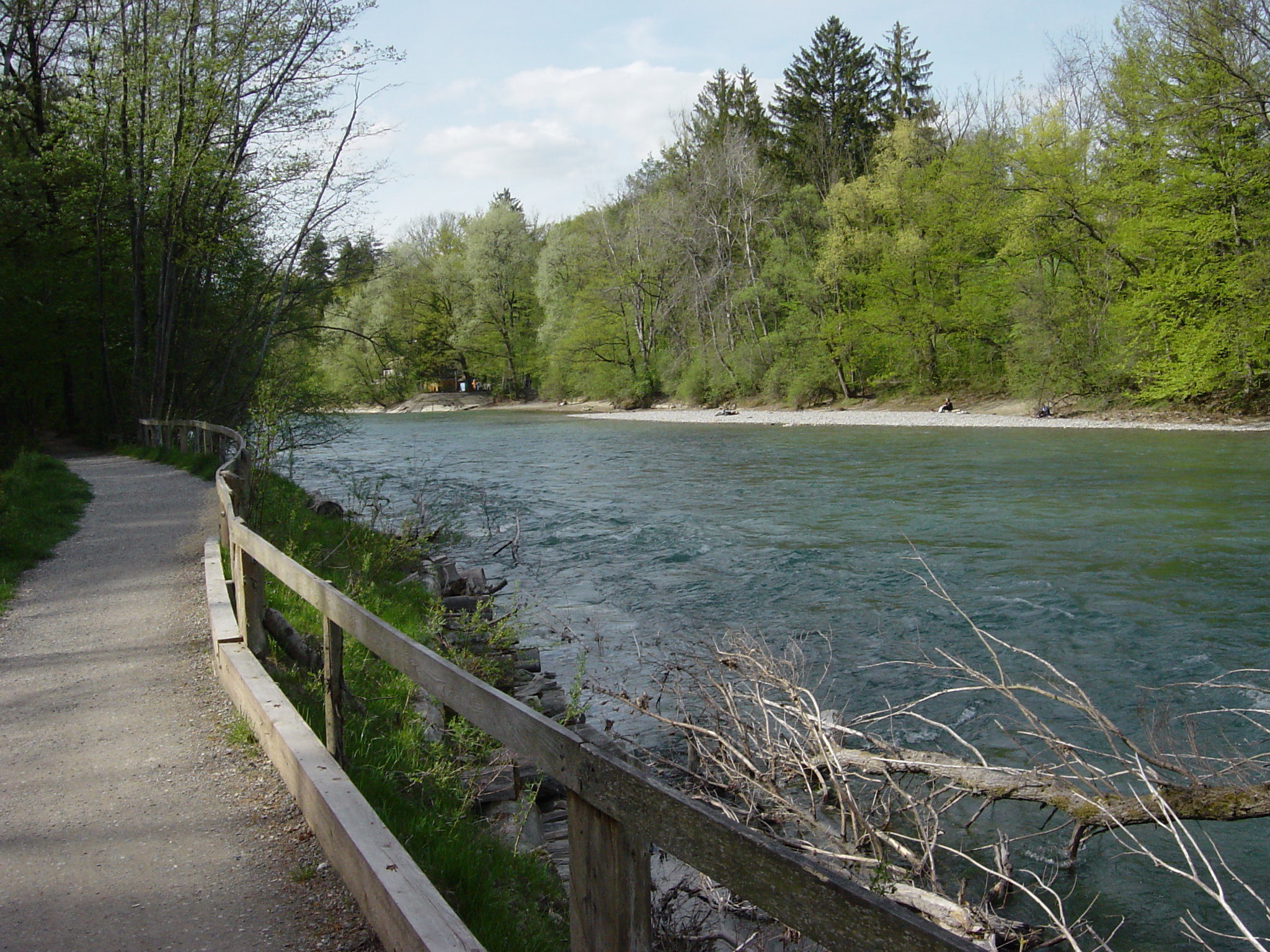
アーレ川沿いにある森林道

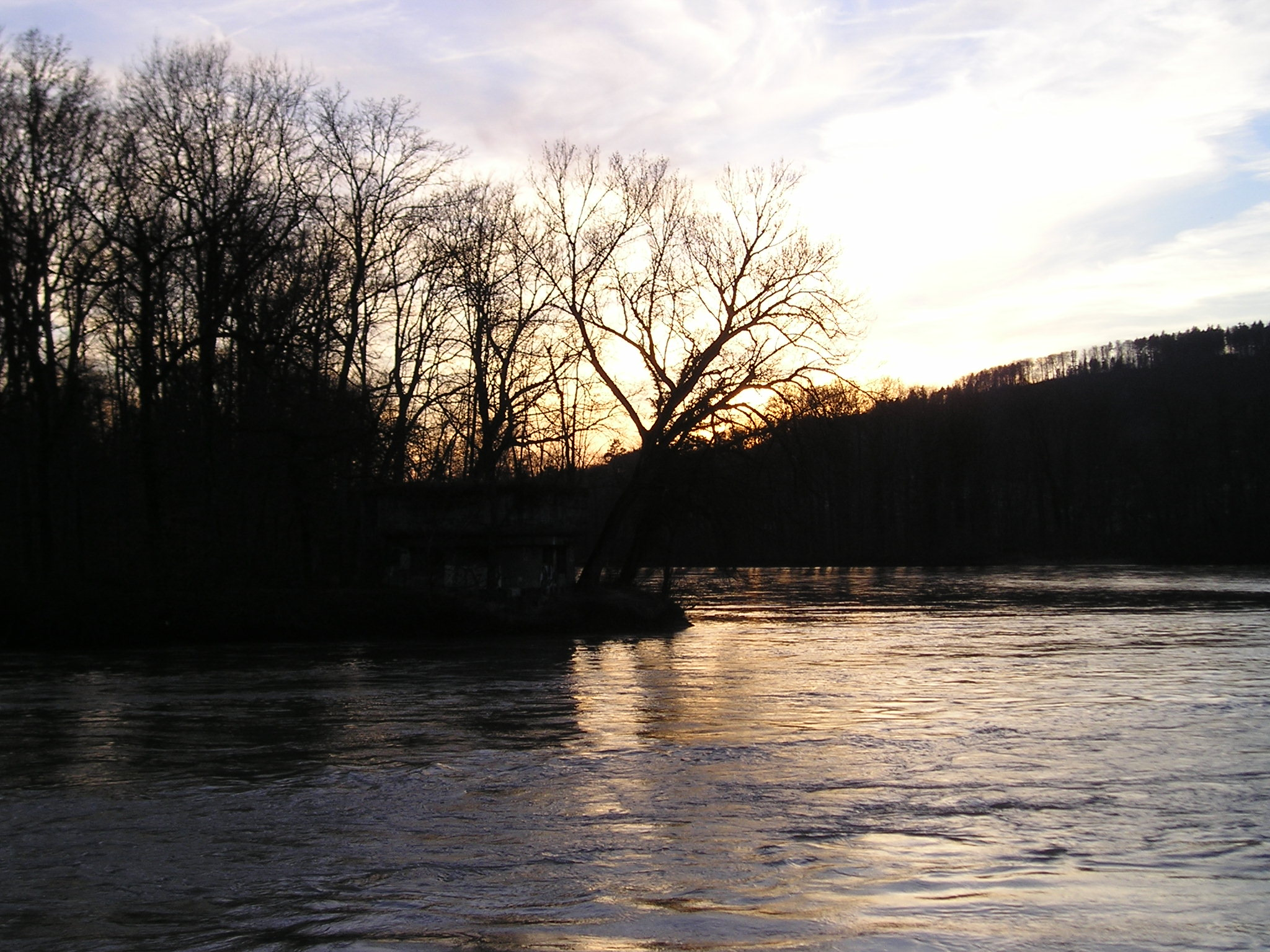
"Wasserschloss"（水の城）。ロイス川と合流するあたり。

- リマト川
  - Sihl
  - Linth (チューリッヒ湖に注ぐ)
- ロイス川
  - Kleine Emme
  - Sarner Aa
  - Engelberger Aa
  - Schächen
  - Furkareuss
- Suhre
- Wigger
- Emme
- Zihlkanal
  - Suze
  - Broye
  - Orbe
- Saane (Sarine)
  - Sense
- Kander
  - Simme
  - Allenbach
- Lütschine